# Jeux de la solidarité islamique de 2021
Navigation
Bakou 2017 Riyad 2025
Les Jeux de la solidarité islamique 2021 sont la 5e édition des Jeux de la solidarité islamique, qui se déroulent du 9 au 18 août 2022 à Konya, Turquie, avec la participation de 55 pays membres de la Fédération sportive de la solidarité islamique.
Précédemment prévu du 20 au 29 août 2021, l'événement a été reporté en juillet 2020 par l'ISSF pour se tenir du 10 au 19 septembre 2021  car les dates initiales coïncidaient avec les Jeux olympiques d'été de 2020, qui ont été reportés en raison de la pandémie de Covid-19. La recrudescence de la pandémie dans certains pays mène à un nouveau report.

## Pays participants
On s'attend à ce que 55 membres de la Fédération islamique des sports de solidarité soient présents aux Jeux. En mai 2022, l'Égypte a annoncé qu'elle n'enverrait pas d'athlètes. En juillet 2022, l'Irak s'est retiré de la participation.
Les 55 nations participantes sont les suivantes :
- Afghanistan (48)
- Albanie (16)
- Algérie (155)
- Arabie saoudite (134)
- Azerbaïdjan (275)
- Bahreïn (49)
- Bangladesh (42)
- Bénin (5)
- Brunei (10)
- Burkina Faso (7)
- Cameroun (139)
- Comores (9)
- Côte d'Ivoire (10)
- Djibouti (19)
- Émirats arabes unis (57)
- Gabon (15)
- Gambie (25)
- Guinée (15)
- Guinée-Bissau (10)
- Guyana (18)
- Indonésie (82)
- Iran (247)
- Jordanie (58)
- Kazakhstan (125)
- Koweït (61)
- Kirghizistan (112)
- Liban (34)
- Libye (3)
- Malaisie (56)
- Maldives (36)
- Mali (17)
- Mauritanie (13)
- Maroc (185)
- Mozambique (11)
- Niger (11)
- Nigeria (12)
- Oman (30)
- Ouganda (42)
- Ouzbékistan (265)
- Pakistan (114)
- Palestine (32)
- Qatar (125)
- Sénégal (128)
- Sierra Leone (23)
- Somalie (4)
- Soudan (67)
- Suriname (12)
- Syrie (1)
- Tadjikistan (61)
- Tchad (43)
- Togo (9)
- Tunisie (40)
- Turquie (462)
- Turkménistan (103)
- Yémen (25)

## Tableau des médailles
Le tableau des médailles est le suivant :
- Pays organisateur

| Rang  | Nation              | Or  | Argent | Bronze | Total |
| ----- | ------------------- | --- | ------ | ------ | ----- |
| 1     | Turquie             | 145 | 107    | 89     | 341   |
| 2     | Ouzbékistan         | 51  | 42     | 65     | 158   |
| 3     | Iran                | 39  | 44     | 50     | 133   |
| 4     | Azerbaïdjan         | 29  | 36     | 34     | 99    |
| 5     | Kazakhstan          | 27  | 23     | 39     | 89    |
| 6     | Maroc               | 15  | 13     | 34     | 62    |
| 7     | Indonésie           | 13  | 14     | 29     | 56    |
| 8     | Bahreïn             | 9   | 7      | 7      | 23    |
| 9     | Kirghizistan        | 8   | 8      | 15     | 31    |
| 10    | Algérie             | 7   | 12     | 23     | 42    |
| 11    | Koweït              | 5   | 9      | 2      | 16    |
| 12    | Turkménistan        | 4   | 6      | 13     | 23    |
| 13    | Qatar               | 4   | 3      | 5      | 12    |
| 14    | Émirats arabes unis | 3   | 2      | 5      | 10    |
| 15    | Arabie saoudite     | 2   | 12     | 10     | 24    |
| 16    | Cameroun            | 2   | 6      | 5      | 13    |
| 17    | Ouganda             | 2   | 5      | 2      | 9     |
| 18    | Jordanie            | 2   | 4      | 6      | 12    |
| 19    | Malaisie            | 2   | 1      | 4      | 7     |
| 20    | Gambie              | 2   | 0      | 0      | 2     |
| 21    | Nigeria             | 1   | 3      | 1      | 5     |
| 22    | Sénégal             | 1   | 1      | 5      | 7     |
| 23    | Côte d'Ivoire       | 1   | 1      | 3      | 5     |
| 24    | Oman                | 1   | 1      | 2      | 4     |
| 25    | Libye               | 1   | 0      | 3      | 4     |
| 26    | Burkina Faso        | 1   | 0      | 1      | 2     |
| 26    | Niger               | 1   | 0      | 1      | 2     |
| 28    | Pakistan            | 1   | 0      | 0      | 1     |
| 29    | Tadjikistan         | 0   | 3      | 5      | 8     |
| 30    | Soudan              | 0   | 2      | 1      | 3     |
| 31    | Suriname            | 0   | 1      | 6      | 7     |
| 32    | Liban               | 0   | 1      | 3      | 4     |
| 33    | Bangladesh          | 0   | 1      | 2      | 3     |
| 33    | Palestine           | 0   | 1      | 2      | 3     |
| 35    | Djibouti            | 0   | 1      | 1      | 2     |
| 36    | Albanie             | 0   | 1      | 0      | 1     |
| 36    | Guinée              | 0   | 1      | 0      | 1     |
| 36    | Mali                | 0   | 1      | 0      | 1     |
| 36    | Togo                | 0   | 1      | 0      | 1     |
| 40    | Yémen               | 0   | 0      | 2      | 2     |
| 41    | Bénin               | 0   | 0      | 1      | 1     |
| 41    | Guinée-Bissau       | 0   | 0      | 1      | 1     |
| 41    | Maldives            | 0   | 0      | 1      | 1     |
| 41    | Sierra Leone        | 0   | 0      | 1      | 1     |
| Total | Total               | 379 | 374    | 479    | 1232  |